# Monanthotaxis ferruginea
Monanthotaxis ferruginea är en kirimojaväxtart som först beskrevs av Daniel Oliver, och fick sitt nu gällande namn av Bernard Verdcourt. Monanthotaxis ferruginea ingår i släktet Monanthotaxis och familjen kirimojaväxter. Inga underarter finns listade i Catalogue of Life.